# Torfrid Olsson
Torfrid Johannes Olsson, född 14 november 1913 i Bygdeträsk, Burträsks församling, Västerbottens län, död där 26 juni 2003, var en svensk skulptör, tecknare, målare och lantbrukare.
Han var son till hemmansägaren och kommunalmannen Olof Oskar Olsson och Helena Viktoria Nilsson och från 1942 gift med Gerda Maria Elisabeth Eriksson. Olsson var som konstnär autodidakt. I yngre år tecknade han porträtt och landskap men hans huvudsakliga konstnärskap bestod av naturnära, fantasirik konst i olika tekniker - teckningar i blyerts, tusch, målningar i akvarell och olja samt skulpturer i järn och trä, ofta med symbolisk syftning kring fruktbarhet eller ondskans förhärjelse. Objekt såsom verktyg och redskap arbetades ofta in i konstverken. Han hade en plan med varje litet streck (citat från Ragnar von Holten). Han var bonden från Bygdeträsk men även en av Sveriges intressantaste symbolister. Hans vän, konstprofessorn Oscar Reuterswärd uttryckte bl.a. att "Torfrid tecknar bättre än Picasso" och "det finns bara två stora konstnärer, Torfrid Olsson och Picasso". 
Han var verksam som konstnär i många år och visade sina verk på en mängd separatutställningar i Sverige, Norge. Finland och Estland, t.ex. i Umeå, Skellefteå. Burträsk, Uppsala, Örnsköldsvik, Stockholm, Södertälje, Göteborg, Norrköping, Boden. Luleå m.fl. orter. Han deltog också i ett flertal samlingsutställningar bl.a. ”Svart och vitt” Konst- akademien 1966, ”Nyförvärv” Nationalmuseum 1966, ”Myt och Verklighet” Riksutställningar 1972-73, ”Collage och Objekt l Sverige under 50 år” Riksutställningar 1974-75, ”Fantasins frigörelse” Västerås Konstmuseums fis vandringsutställning 1977-78, ”Varianten” Svensk nutidskonst – kulturhuset 1979, ”Material för fantasin = en resa” Riksutställningar 1979, Samlings- utställningar i Norge, Finland och Litauen.
Bland hans offentliga arbeten märks bl.a. utsmyckningar för Bolidens bibliotek, Badhusets entréhall i Burträsk, Byske centralskola, Norrlands universitetssjukhus i Umeå, Arjeplogs sjukhem, Kavalleriregementet K4 i Arvidsjaur, bostadsområde i Norsjö och Västerbottensteaterns teaterhus med utsmyckning både utom- och inomhus. 
Han är  bl.a. representerad vid Moderna museet, Göteborgs och Västerås konstmuseum, Västerbottens Museum, Statens konstråds samlingar, Umeå, Skellefteå och Stockholms stads samlingar samt i ett flertal kommuner och landsting. Dessutom i ett flertal städers samlingar. En permanent utställning som visar hans mångsidiga konstnärskap finns att betrakta på Museum Torfrid Olsson i Bygdeträsk utanför Burträsk. 
Erhållna stipendier: Västerbottens läns landstings kulturstipendium 1965, Statens stora arbetsstipendium 1973-74, Skellefteå kommuns kulturstipendium 1974, Sigrid Westerbergs stipendium för skulptörer utdelat av Konstakademien 1984, Skellefteå Kommuns kulturutmärkelse Guldälgen 2001.
Författaren och regissören Stellan Olsson gav 2013 ut boken Till fruktbarhetens lov som beskriver Torfrid Olssons liv som bonde och konstnär.